# Hans Fusban
Hans Fusban (* 5. April 1885 in Krefeld; † 20. August 1972 in Essen-Bredeney) war ein deutscher Jurist und Manager der Montanindustrie.

## Leben
Hans Fusban studierte Rechtswissenschaften und wurde 1904 Mitglied des Corps Bremensia Göttingen. Nach seiner Promotion zum Dr. jur. im Jahre 1910 war er zunächst als Rechtsanwalt und später als Justiziar tätig. 1926 wurde er zum Vorstandsmitglied der Gelsenkirchener Bergwerks-AG und 1927 zum Vorstandsmitglied der Vereinigten Stahlwerke in Düsseldorf berufen.
Fusban war Mitglied der Industrie- und Handelskammer Bochum sowie des Steuer- und Rechtsausschusses des Deutschen Industrie- und Handelstages.
Nach dem Zweiten Weltkrieg lebte er als Rechtsanwalt in Essen-Bredeney.

## Auszeichnungen
- Verdienstkreuz (Steckkreuz) des Verdienstordens der Bundesrepublik Deutschland, 1952

## Schriften
- Was lehrt uns die Gestaltung des „unabwendbaren Ereignisses“ im Paragraph 7 des Gesetzes über den Verkehr mit Kraftfahrzeugen vom 3. Mai 1909 in Bezug auf die Auslegung der „höheren Gewalt“ im Paragraph 1 des Reichshaftpflichtgesetzes vom 7. Juni 1871?, 1910
- Das Verhältnis des § 9 Preußischen Kommunalabgabegesetzes zu § 15 Preußisches Bau- und Fluchtliniengesetz, 1960
- Erschließungsbeiträge für bebaute Grundstücke, 1962